# 24 Caprichos para violín

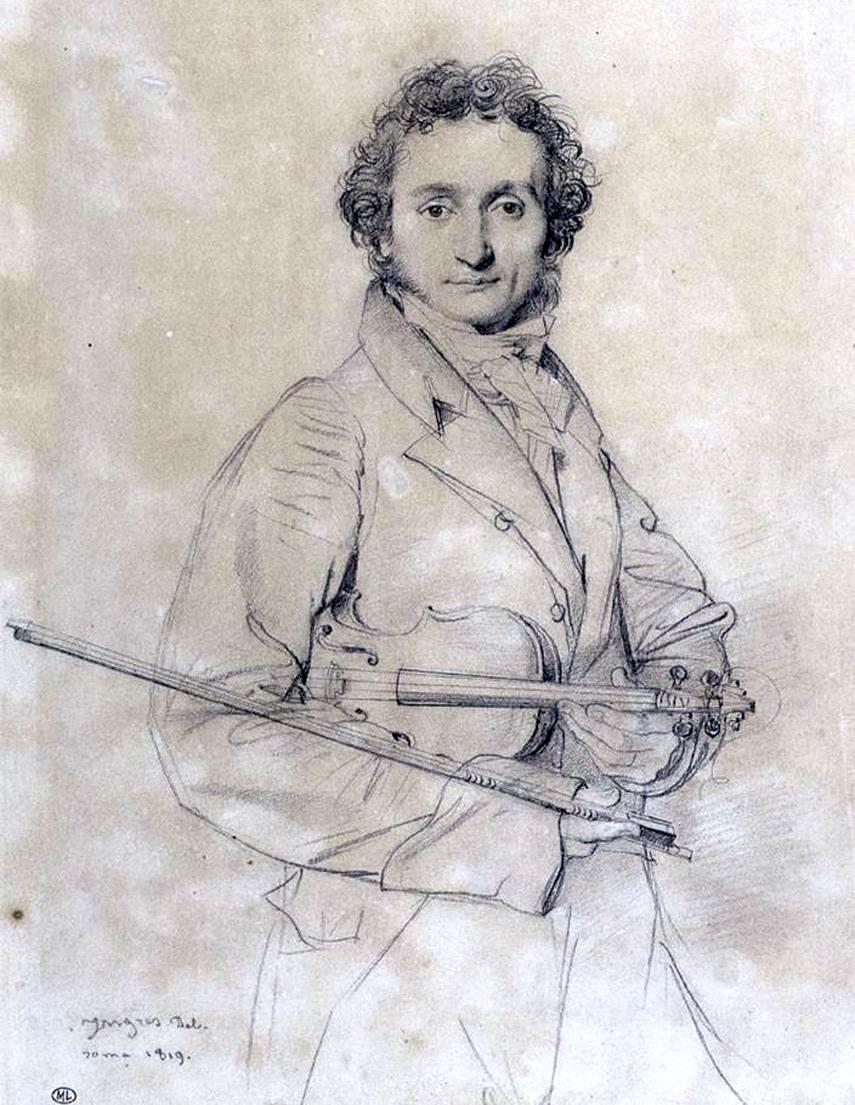
Niccolò Paganini

Los 24 Caprichos para violín, op.1 fueron escritos en grupos (seis, seis y doce) por Niccolò Paganini entre 1802 y 1817. También son designadas como M. S. 25 en el Catalogo tematico delle musiche di Niccolò Paganini de Maria Rosa Moretti y Anna de Sorrento, que fue publicada en 1982. Los Caprichos están escritos en forma de estudios, y cada número explora diferentes técnicas del violín (trinos en dobles cuerdas, cambio extremadamente rápido de posiciones y cuerdas, etc.)
Ricordi los publicó por primera vez en 1819, agrupados y numerados del 1 al 24 Op. 1, junto con las 12 Sonatas para Violín y Guitarra (Opp. 2 y 3) y 6 Cuartetos de Guitarra (Opp. 4 y 5). Cuando Paganini publicó sus Caprichos, los dedicó a "alli artisti" (todos los artistas), en lugar de una persona específica. Entre 1832 y 1840 puede encontrarse una especie de dedicatoria escrito por el propio Paganini con un dedicatario para cada Capricho (posiblemente para una nueva edición impresa): 1: Henri Vieuxtemps; 2: Giuseppe Austri; 3: Ernesto Camilo Sívori; 4: Ole Bornemann Bull; 5: Heinrich Wilhelm Ernst; 6: Karol Józef Lipiński; 7: Franz Liszt; 8: Delphin Alard; 9: Herrmann; 10: Théodor Haumann; 11: Sigismond Thalberg; 12: Dhuler; 13: Charles Philippe Lafont; 14: Jacques Pierre Rode; 15: Louis Spohr; 16: Rodolphe Kreutzer; 17: Alexandre Artôt; 18: Antoine Bohrer; 19: Andreas Jakob Romberg; 20: Carlo Gignami; 21: Antonio Bazzini; 22: Luigi Alliani; 23: [sin nombre]; 24: Nicolò Paganini, sepolto pur troppo (a mi auto, lamentablemente enterrado).
Ferdinand David editó una primera edición que fue publicada por Breitkopf & Härtel en 1854. David, como editor, también publicó una edición de los Caprichos con acompañamientos de piano por Robert Schumann. Otra edición de David fue publicado en dos libro, de 12 de caprichos cada uno "mit hinzugefügter Begleitung des Pianoforte von Ferdinand David" (con acompañamiento de piano por Fernando David) y publicado por Breitkopf & Härtel (c. 1860).
A diferencia de numerosos conjuntos de 24 piezas anteriores y posteriores, no hubo ninguna intención de escribir estos caprichos en 24 tonalidades diferentes.

## Lista
- Capricho n.º 1 en mi mayor "Arpegios" (Andante)
- Capricho n.º 2 en si menor (Moderato)
- Capricho n.º 3 en mi menor "Octavas" (Sostenuto – Presto – Sostenuto)
- Capricho n.º 4 en do menor "Terceras" (Maestoso)
- Capricho n.º 5 en la menor (Agitato)
- Capricho n.º 6 en sol menor "El Trino / Trémolo" (Lento)
- Capricho n.º 7 en la menor (Posato)
- Capricho n.º 8 en mi♭ mayor (Maestoso)
- Capricho n.º 9 en mi mayor "La Caza / La chasse" (Allegretto)
- Capricho n.º 10 en sol menor (Vivace)
- Capricho n.º 11 en do mayor (Andante – Presto – Andante)
- Capricho n.º 12 en la♭ mayor (Allegro)
- Capricho n.º 13 en si♭ mayor, "La Risa del Diablo" (Allegro)
- Capricho n.º 14 en mi♭ mayor (Moderato)
- Capricho n.º 15 en mi menor (Posato)
- Capricho n.º 16 en sol menor (Presto)
- Capricho n.º 17 en mi♭ mayor (Sostenuto – Andante)
- Capricho n.º 18 in do mayor (Corrente – Allegro)
- Capricho n.º 19 en mi♭ mayor (Lento – Allegro assai)
- Capricho n.º 20 en re mayor (Allegretto)
- Capricho n.º 21 en la mayor (Amoroso – Presto)
- Capricho n.º 22 en fa mayor (Marcato)
- Capricho n.º 23 en mi♭ mayor (Posato – Minore – Posato)
- Capricho n.º 24 en la menor (Tema. Quasi presto – Variazioni I–XI – Finale)

## Ediciones
- Edición crítica por Franco Gulli (Ed. Curci, 1982)[2]
- Edición crítica por Renato de Barbieri (Urtext, 1990)[3]